# Krokodil Gena

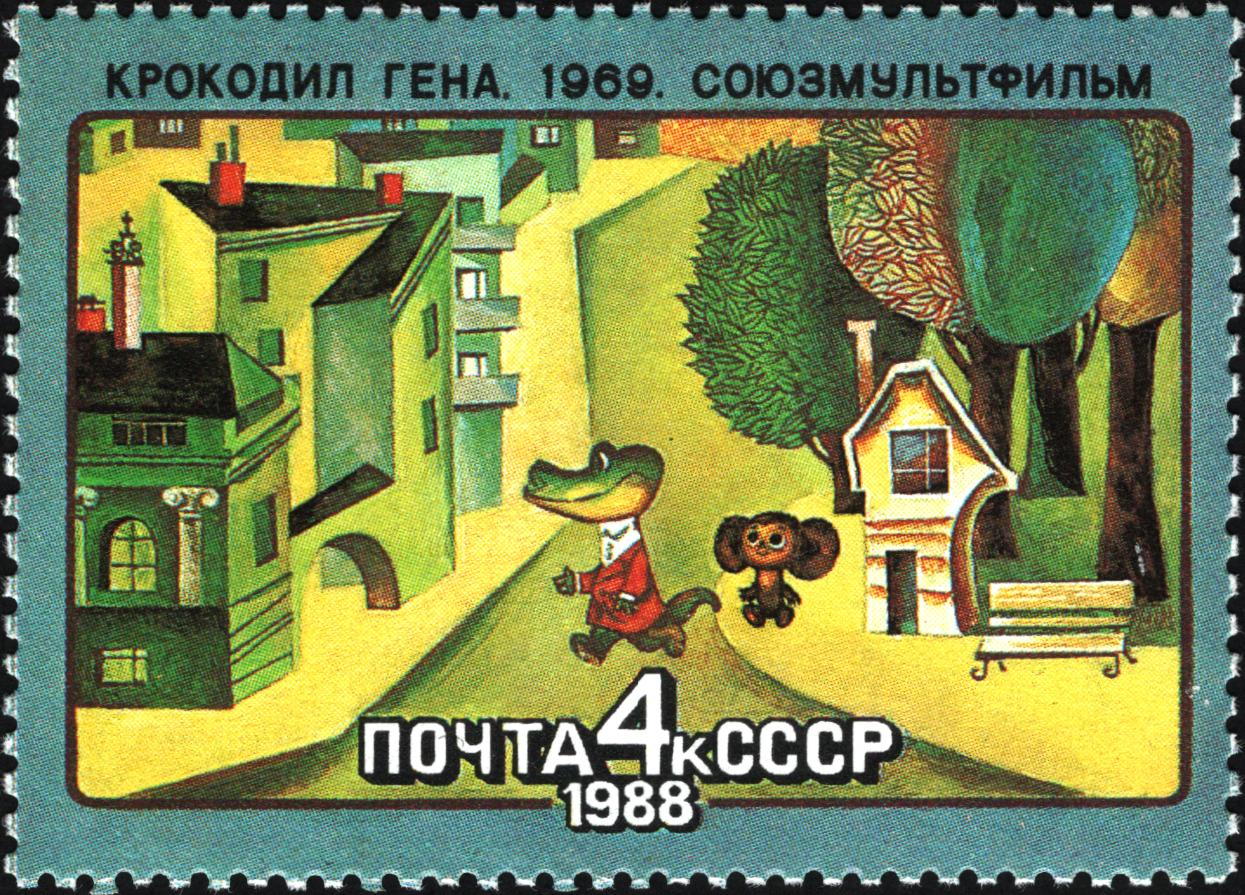
Krokodil Gena auf einer sowjetischen Briefmarke

Krokodil Gena (russisch Крокодил Гена) ist eine russische Kinderbuch- und Trickfilmfigur aus dem Jahr 1966, die der Schriftsteller Eduard Uspenski (1937–2018) schuf und  Leonid Schwarzman zeichnete. Die Geschichten um das Krokodil Gena wurden 1969 bis 1983 im sowjetischen Trickfilmstudio Sojusmultfilm unter Roman Katschanow verfilmt und erlangten große Popularität. In der Handlung ist Krokodil Gena mit der Figur Tscheburaschka befreundet.

## Die Figur

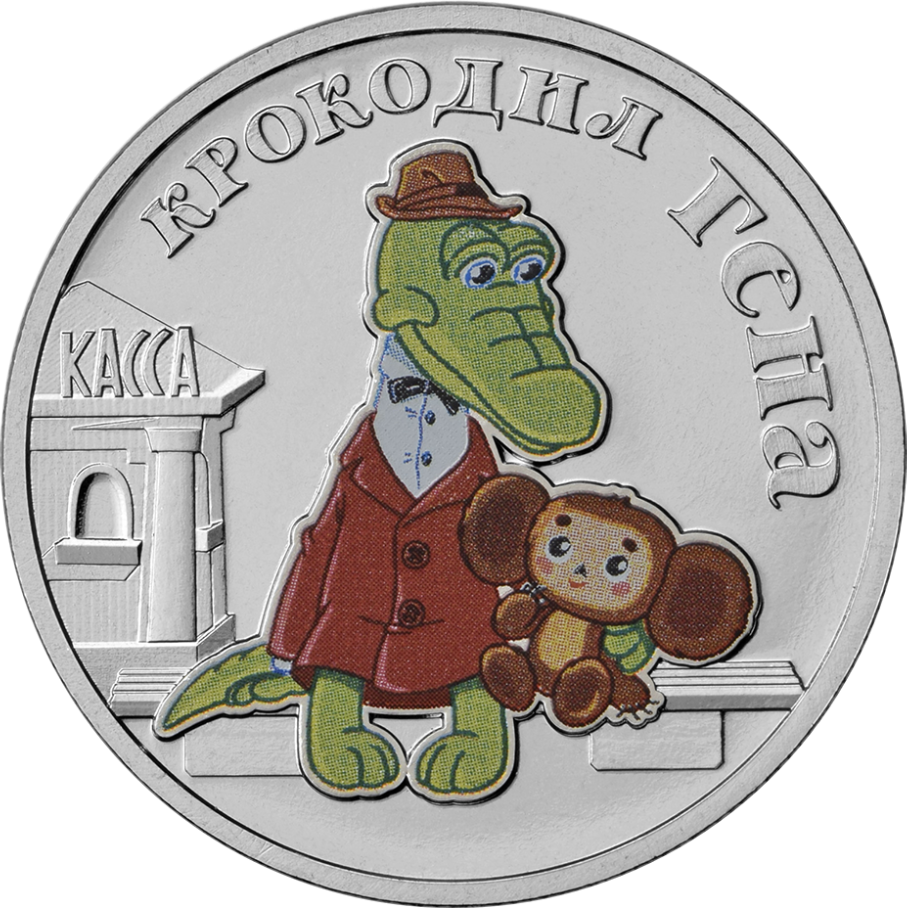
Krokodil Gena mit Tscheburaschka auf einer russischen Rubel-Münze von 2020

Krokodil Gena lebt in einer nicht näher beschriebenen Stadt und ist dort im zoologischen Garten als Krokodil angestellt. Nach der Arbeit zieht er sich an und geht nach Hause. Im Film wird er mit einer roten Jacke, schwarzer Fliege und kleinem Hut dargestellt. Zu Beginn der Handlung ist Krokodil Gena einsam und sucht Freunde, die er in Tscheburaschka und einem Mädchen namens Galja findet.

## Bücher
- Krokodil Gena und seine Freunde (Крокодил Гена и его друзья) (1966) — Buch (E. Uspenski)[1]
- Tscheburaschka und seine Freunde (Чебурашка и его друзья) (1970) — Theaterstück (E. Uspenski und R. Katschanow)
- Krokodil Gena im Urlaub (Отпуск крокодила Гены) (1974) — Theaterstück (E. Uspenski und R. Katschanow)
- Das Business des Krokodils Gena (Бизнес крокодила Гены) (1992) — Buch (E. Uspenski)

## Filme
Bei Sojusmultfilm wurden vier Puppentrickfilme mit Krokodil Gena gedreht.
- 1969: Krokodil Gena (Крокодил Гена)[2]
- 1971: Tscheburaschka (Чебурашка)[3]
- 1974: Tscheburaschka und Chapeau-Claque (Шапокляк)[4]
- 1983: Tscheburaschka geht zur Schule (Чебурашка идёт в школу)[5]

## Lieder
Zu Beginn des Films Tscheburaschka von 1971 singt Krokodil Gena sein Geburtstagslied (Пусть бегут неуклюже …). Im Refrain wird beklagt, dass man leider nur einmal im Jahr Geburtstag hat (к сожалению день рождения только раз в году, k soschaleniju den roschdenija tolko ras w godu). Der Liedtext wurde von Alexander Timofejewski geschrieben und erlangte große Bekanntheit. Gesungen wird es im Original von dem Schauspieler und Synchronsprecher Wladimir Ferapontow. Es wird im russischsprachigen Kulturkreis häufig als Kinderlied beigebracht und zu Geburtstagen gesungen. Eine deutschsprachige Version dieses Liedes hat der Liedermacher Gerhard Schöne geschrieben. Ein anderes populäres Lied singt Gena am Ende des dritten Filmes. Es heißt „Der blaue Wagon“ (Голубой вагон) und stammt aus der Feder von Eduard Uspenski. Beide Lieder wurden von Wladimir Schainski komponiert und transportieren eine eher traurig-melancholische Stimmung.